# Wladyslaw Swiatecki (Physiker)
Wladyslaw Jerzy Swiatecki, genannt Wladek, (* 1926 in Polen als Władysław Świątecki; † 30. September 2009 in Berkeley (Kalifornien)) war ein polnischer theoretischer Physiker.

## Leben und Werk
Swiatecki wuchs in Lublin auf und floh 1939 mit seinen Eltern nach England. Er studierte am Imperial College London mit dem Bachelor-Abschluss in Physik 1945 und in Mathematik 1946 und  wurde 1950 bei Rudolf Peierls an der Universität Birmingham promoviert (The surface energy of nuclei). Als Post-Doktorand war er 1950 bis 1953 am Niels-Bohr-Institut in Kopenhagen, 1953 bis 1956 am Gustav Werner Institut in Uppsala und 1956/57 an der Universität Aarhus. Danach ging er an das Lawrence Berkeley National Laboratory (LBNL). Offiziell ging er dort 1991 in den Ruhestand, forschte dort aber weiter bis zu seinem Tod.
Er entwickelte genaue Theorien für die Berechnung der Potentialschwellen für die Kernspaltung und andere dynamische Phänomene (wie Deformationen, Kernfusion), was auch die Vorhersage von Inseln der Stabilität für superschwere Elemente ermöglichte. In Formeln für die Kernmassen entwickelte er die sogenannte mikroskopisch-makroskopische Methode, eine Verbindung des Tröpfchenmodells mit dem Schalenmodell. Außerdem entwickelte er eine Theorie der Einteilchen-Dämpfung von Kern-Kollisionen, was Anwendung auf die optimale Schwerpunktenergie bei Schwerionenstößen hatte. Er arbeitete eng mit der Gruppe Schwere Elemente am LNBL zusammen und unternahm theoretische Untersuchungen zu Schwerionenstößen, wie sie am Bevalac des LNBL ab den 1970er Jahren untersucht wurden. Unter anderem war er beteiligt bei: Spectator (Zuschauer) Konzept, Abrasion Ablation Model. Er war auch an Chaostheorie bei Kernen und dem Einfluss von Symmetrien auf die Kernformen interessiert.
1990 erhielt er die Marian-Smoluchowski-Medaille. 1973 wurde er Mitglied der Königlich Dänischen Akademie der Wissenschaften. 2000 wurde er Ehrendoktor der Jagiellonen-Universität Krakau und war Mitglied der Polska Akademia Umiejętności in Krakau.
Er ist nicht mit dem gleichnamigen Erfinder einer Bombenabwurfkonstruktion, Władysław Świątecki (1895–1944), zu verwechseln.

## Schriften
- W.J. Swiatecki, S. Bjørnholm: Fission and fusion dynamics. In: Physics Reports. Band 4, Nr. 6, September 1972, S. 325–342, doi:10.1016/0370-1573(72)90003-8 (englisch).
- J. Blocki, J.-J. Shi, W.J. Swiatecki: Order, chaos and nuclear dynamics. In: Nuclear Physics A. Band 554, Nr. 3, März 1993, S. 387–412, doi:10.1016/0375-9474(93)90227-O (englisch).